# Sílvio Umberto Ulderico Sanson
Sílvio Umberto Ulderico Sanson (Guaporé, Rio Grande do Sul, 16 de dezembro de 1911 — Rio de Janeiro, 29 de dezembro de 1957) foi um político brasileiro.
Foi eleito em 3 de outubro de 1950 deputado estadual, pelo PTB, para a 38ª Legislatura da Assembleia Legislativa do Rio Grande do Sul, de 1951 a 1955.